# Malcolm Cooke
Malcolm Cooke (* 23. Juni 1929 in Willesden, Middlesex; † 2. Dezember 2008 in London) war ein britischer Filmeditor und Tongestalter, der in seiner über 40-jährigen Laufbahn mehr als 40 Kino- und Fernseh-Produktionen betreute. Darunter moderne Klassiker des internationalen Kinos wie Darling, Die Herrin von Thornhill, Das Schloß in den Ardennen, Brannigan – Ein Mann aus Stahl oder Tod auf dem Nil.

## Leben und Karriere
Malcolm Cooke, geboren 1929 in Willesden in der Grafschaft Middlesex, begann seine Laufbahn 1956 zunächst als Tongestalter. Seine erste Produktion war Terence Youngs Abenteuerfilm Zarak Khan. In der nächsten Dekade folgten Arbeiten für Regisseure wie John Huston, Alberto Lattuada, Joseph Losey, Michael Powell, John Schlesinger, Karel Reisz oder Cy Endfield.
Im Jahr 1967 wechselte er vom Ton- zum Filmschnitt. Dort entstanden Beiträge als Editor für Kinoproduktionen wie Die Herrin von Thornhill von John Schlesinger (1967), Das Schloß in den Ardennen von Sydney Pollack (1991), Theater des Grauens von Douglas Hickox (1973), Brannigan – Ein Mann aus Stahl (1975) erneut für Regisseur Hickox, für den er bis ins Jahr 1983 insgesamt sechs Filme betreute, darüber hinaus die Kinoproduktionen Tod auf dem Nil (1978) für Regisseur John Guillermin, das Weltraumabenteuer Flash Gordon (1980) für Mike Hodges, Supergirl (1984) für Regisseur Jeannot Szwarc oder 1994 die US-amerikanische Fernsehminiserie Scarlett mit Joanne Whalley und Timothy Dalton in den Hauptrollen.
Malcolm Cooke beendete seine lange Karriere im Jahr 2000. Im Dezember 2008 verstarb er im Alter von 79 Jahren in London.

## Filmografie (Auswahl)

### Als Filmeditor
- 1967: Die Herrin von Thornhill (Far from the Madding Crowd)
- 1969: Das Schloß in den Ardennen (Castle Keep)
- 1970: Schatten der Angst (Fragment of Fear)
- 1973: Theater des Grauens (Theatre of Blood)
- 1973: England Made Me
- 1974: Luther
- 1974: Butley
- 1975: Brannigan – Ein Mann aus Stahl (Brannigan)
- 1976: Auf der Fährte des Adlers (Sky Riders)
- 1978: Tod auf dem Nil (Death on the Nile)
- 1979: Das Geheimnis der eisernen Maske (The 5th Musketeer)
- 1979: Die letzte Offensive (Zulu Dawn)
- 1980: Flash Gordon
- 1982: Gulag 2 (Fernsehfilm) (Coming Out of the Ice)
- 1982: Kleine Gloria – Armes reiches Mädchen (Fernsehfilm) (Little Gloria... Happy at Last)
- 1983: Der Hund von Baskerville (Fernsehfilm) (The Hound of the Baskervilles)
- 1984: Supergirl
- 1985: Sweet Dreams
- 1986: Local 323 (Fernsehfilm) (Act of Vengeance)
- 1986: King Kong lebt (King Kong lives)
- 1988: Hawks – Die Falken (Hawks)
- 1989: Split – Edge of Sanity (Edge of Sanity)
- 1989: Black Rainbow – Schwarzer Regenbogen (Black Rainbow)
- 1993: Curacao (Fernsehfilm)
- 1994: Dandelion Dead (Fernsehminiserie)
- 1994: Scarlett (Fernsehminiserie)
- 1997: Driftwood – Tödliches Treibgut (Driftwood)
- 2000: Sports Geniuses (Fernsehserie, 1 Episode)

### Als Tongestalter
- 1956: Zarak Khan (Zarak)
- 1957: Der Seemann und die Nonne (Heaven knows, Mr. Allison)
- 1957: Die nackte Wahrheit (The Naked Truth)
- 1958: Die Pranke des Tigers (Harry Black)
- 1958: Sturm im Osten (La tempesta)
- 1959: Die tödliche Falle (Blind Date)
- 1959: Mr. Miller ist kein Killer (The Battle of the Sexes)
- 1960: Augen der Angst (Peeping Tom)
- 1961: The Girl on the Boat
- 1962: Lawrence von Arabien (Lawrence of Arabia)
- 1963: Sie sind verdammt (The Damned)
- 1963: Geliebter Spinner (Billy Liar)
- 1964: Griff aus dem Dunkel (Night Must Fall)
- 1965: Darling
- 1965: Die Verdammten der Kalahari (Sands of the Kalahari)
- 1966: Jagt den Fuchs! (Caccia alla volpe)